# Râul Lucava
Râul Lucava sau Râul Lucova este un curs de apă, afluent al râului Moldova.

## Hărți
- Harta județului Suceava
- Harta Obcinele Bucovinene  Arhivat în 30 iulie 2009, la Wayback Machine.